# Erechthias physocapna
Erechthias physocapna är en fjärilsart som beskrevs av Edward Meyrick 1929. Erechthias physocapna ingår i släktet Erechthias och familjen äkta malar. Inga underarter finns listade i Catalogue of Life.